# Orteh Cheshmeh
Orteh Cheshmeh (persiska: Ūrteh Cheshmeh, ارته چشمه) är en ort i Iran.   Den ligger i provinsen Khorasan, i den nordöstra delen av landet, 600 km öster om huvudstaden Teheran. Orteh Cheshmeh ligger 1 527 meter över havet och antalet invånare är 461.
Terrängen runt Orteh Cheshmeh är huvudsakligen kuperad, men åt nordost är den platt. Terrängen runt Orteh Cheshmeh sluttar norrut. Runt Orteh Cheshmeh är det ganska glesbefolkat, med 38 invånare per kvadratkilometer. Närmaste större samhälle är Qūchān, 15,6 km öster om Orteh Cheshmeh. Trakten runt Orteh Cheshmeh består i huvudsak av gräsmarker.